# Diracmedaille (WATOC)
De Diracmedaille is een prijs die jaarlijks wordt uitgedeeld door de WATOC (World Association of Theoretical and Computational Chemists) aan wetenschappers die een grote bijdrage hebben geleverd in de theoretische of computationele chemie. De genomineerden moeten jonger zijn dan veertig en worden door leden voorgesteld aan de raad die dan de winnaar kiest.